# パンパース
パンパース（Pampers）は、プロクター・アンド・ギャンブル（略称P&G）が製造・販売している世界的な紙おむつのブランドである。一般に紙オムツと言うとこの名前が挙げられる事が多く、紙オムツの代名詞でもある。名前の由来は英語の「pamper」（日本語訳すると「甘やかす」、「ほしいままにさせる」等）から来たもので、転じて、赤ちゃんを「大切に育てる」から来ている。

## 概要
1950年代、P&Gの開発者が孫のおむつ交換をした体験から使い捨て紙おむつ研究を開始。1961年に製品化がされた。当時の製品は非常に重くかさばり高価であり、布製のおむつの代替品としては競争力が欠けている物であったが、軽量化や履き心地の改善、高性能吸収剤（高分子ポリマー）の導入などの地道な改良を他社に先駆けて進めた結果、1980年代後半には、現在一般的にみられる紙おむつの原型が完成。多くの国でトップシェアを獲得した。

## 日本

### 歴史
1977年から福岡県・佐賀県でアメリカから輸入した製品を試験販売した後、1979年から全国発売。価格の高さから売れ行きが危惧されたが、試供品の大量配布などのPRに努めた結果、おむつの洗濯という重労働から世界の母親を解放した革命的商品は、日本でも大ヒットした。特に、病院（産院）ではこぞってパンパースを導入。現在でも病産院で7割のシェアを有している。
一時は9割以上の寡占的なシェアを占めていたことから、他社製品よりも高めの小売価格が設定されるなど強気の販売戦略を敷いていたが、その後相次いで登場した国内メーカー製品に押されて徐々にシェアが低下。1982年には兵庫県明石市に工場を建設し、輸入販売をやめ、日本市場向けの商品開発を進める一方、2000年代になると圧縮包装などによりパッケージを見直し、流通コストの低減を図るなど価格低下の努力も見られ始めた。2004年頃には他社製品との価格差をほぼ解消し、製品の価格が高くないことをアピールするCMも流した。
近年は、お尻拭きなど他の育児用品アイテムも発売している。
2006年から日本ユニセフ協会と共同で、対象商品1品につき開発途上国に向けて破傷風ワクチン1本分の相当額を寄贈するタイアップキャンペーンを実施している。2008年には約2450万円を寄付した。

### 製品群
パッケージの枚数は販売店の仕様により異なる。
- コットンケア（新生児～L）
- コットンケアパンツ（パンツM）
- フィットパンツ（パンツL/ビッグ/ビッグより大きい）
- 卒業パンツ（トイレトレーニング用）
- パンパースふわふわシート

この他に低体重児用など、病産院専用品がある。

## キャラクター

### 80年代後半〜90年代前半
顔が付いたおむつくん
声-高橋和枝
キャッチコピーの「モレずにニコニコ パンパース」を掲げ、乳幼児と共にテレビコマーシャルに出演していた。名前は不明。その前にはアヒルが使われていた（こちらも名前は不明）。

### 2000年代
パンパ
声-渡辺久美子
おむつを履いたゾウの男の子。
明るくやんちゃな性格だが、友達を応援したりおもちゃを貸すなどの優しい面もある。好物はメロンパン。 お砂遊びが大好きで、「パンパとステップアップ」のキャンペーン時に配布されたVHS「パンパとやってみよう」では、おともだちから遊びに誘われても黙々と砂遊びをする描写がある。 ピンクちゃんというガールフレンドがいる。（パンパースすくすくパンツ パッケージ裏参照）
テレビコマーシャル、製品パッケージ、イベント等で登場し 、パンパースを使う子供の成長に合わせてパンパも成長するよう、製品によって絵柄が異なる。
日本独自のキャラクターだったが、日本で製造、輸出していた韓国（商品名「キューティ」）や中国向け製品でも描かれていた。韓国のCMでも出ていた。
ピンクちゃん
声-？
おむつを履いたチャーミングな ゾウの女の子。
元気で、ごあいさつが得意であり、パンパの家のお隣に住んでいる。 パンパのガールフレンドでもあり、キャンペーン時に配布されたVHSでは、パンパをあそびに誘ったり、自分の家に招き入れるなど、パンパに対してかなり積極的な描写が多い。2003年頃に行われていた「パンパとできたよキャンペーン」にて配布されたパペットの説明書には、ボーイフレンドであるパンパとおもちゃを取り替えっこすることやみんなといっしょにお買い物をすることが大好きという事が判明している。
テレビコマーシャルやイベントには登場せず、おむつの絵柄にパンパと共に描かれるだけだったが、2006年に発売した「卒業パンツ」でははじめて彼女がパッケージに記載され、おむつモデルの女の子と共にメインを飾り製品のおむつを履いてはしゃぐ姿がえがかれた。 
こちらもパンパ同様、韓国や中国の製品でも描かれており、中国の製品では日本と異なって男の子用と女の子用に製品が分かれているため、女の子用の方はピンクちゃんが単独で描かれたおむつが発売されている。
クマのすけ（2000年〜2005年） → くまんぷく（2005年以降）
声-佐藤智恵
おむつを履いたクマの男の子。本を読んだり、タンバリンで遊ぶのが大好き。性格は優しく、少し泣き虫。名前が「くまんぷく」に変更されてからは、わんぱくな性格になっている。 自分でトイレに行くことができない。(DVD参照)
ワン太（2000年〜2005年） → わんぺ（2005年以降）
声-？
おむつを履いたイヌの男の子。ワクワクすることが大好きなパンパの公園友だち。 クマのすけ(くまんぷく)同様、自分でトイレに行くことができない。(DVD参照)
かめぽん
声-？
カメの男の子。メンバーの中で唯一おむつを履いていない。

### 2007年以降
日本向け製品はベネッセコーポレーションと業務提携。2008年4月より製品パッケージが刷新され「こどもちゃれんじ」のキャラクター「しまじろう」に切り替えられた。パンパ同様、製品によって成長別に絵柄が異なる。当初は中国製品と同様に男女別に製品を分け、男の子用にしまじろう、女の子用にみみりんがパンパやピンクちゃんのようにおむつを履いた姿でそれぞれ描かれる予定であったが、没となった。

## その他
かつてはフジテレビ系列で1978年から1985年まで放送されたミニ番組『すこやか赤ちゃん』とアニマックスで開局して間もない頃（2000年代前半頃）に放送されたミニ番組『パンパとあそぼう』のスポンサーであった。また、いずれも提供クレジットは「P&G」ではなく「パンパース」なので、提供読みは「この番組はパンパースの提供でお送りします（ました）。」だった（後者の提供読みは田村ゆかりが務めていた）。
かつてノベルティーとして『あかちゃんの絵本』があり、2箱買うともらえた。絵本にはソノシートが付いている。ソノシートには配布当時CMソングだった「赤ちゃんのおしり」(作詞：糸井重里/作曲・編曲:坂本龍一、歌:矢野顕子)が収録されている(矢野顕子『On the Air』で初CD化された。)。

## 中国
2000年代に入り、富裕層が増加すると紙おむつ需要が増大。中国国内でトップシェアを獲得している。中国向け製品のキャラクターには、パンパが採用されている。

## 韓国
P&Gは韓国内において、パンパースとは別のブランドを使った紙おむつを展開していたが、2000年代後半にP&Gが紙おむつから撤退。ブランドが他社に譲渡され、製品の質、キャラクターともにまったく違うものに変わった。